# Compton Valence
Compton Valence – osada w Anglii, w hrabstwie Dorset. Leży 12 km na zachód od miasta Dorchester i 192 km na południowy zachód od Londynu.